# Józef Meyer
Józef Meyer (lub Majer, Mayer, Mejer) – malarz pochodzący z Brna na Morawach, nadworny malarz Augusta III Sasa. Wykonał freski w archikatedrze św. Jana Chrzciciela i św. Jana Ewangelisty w Lublinie, które były częścią renowacji po pożarze w 1752 roku.